# Rivula concolor
Rivula concolor är en fjärilsart som beskrevs av Gustaaf Hulstaert 1924. Rivula concolor ingår i släktet Rivula och familjen nattflyn. Inga underarter finns listade.